# The Prophet (musicien)
Cet article concerne un DJ néerlandais. Pour la bande dessinée française, voir Prophet (bande dessinée).
The Prophet, aussi appelé DJ The Prophet, de son vrai nom Dov J. Elkabas (né le 5 novembre 1968) est un producteur et DJ néerlandais de hardstyle. Il est le fondateur et actuel directeur de son propre label nommé Scantraxx, qui est l'une des références en matière de hardstyle aux Pays-Bas.
Il clôt sa carrière avec un dernier passage au festival Defqon.1 le 25 juin 2023.

## Biographie

### Débuts et popularité
Dov J. Elkabas commence sa carrière de DJ en 1983 après avoir découvert l'existence des consoles de mixage lors d'une séance de roller disco à Amsterdam,. Il obtient par la suite un travail et économise assez pour se payer une platine Technics SL-1200SL-1200MK2.
Il joue du disco au Het Nijlpaardenhuis pendant deux ans avant qu'il ne ferme. Lors d'une entrevue avec Q-dance, il confie « J'aime juste la musique, et c'est pour ça que j'ai acheté quelques trucs. Je pense que, depuis ce moment, je suis soudainement devenu un « producteur » moi aussi. » Par la suite, il mixe régulièrement des musiques hip-hop avant de se concentrer sur la musique house en 1988,. Accompagné des membres du légendaire Osdorp Posse, parmi d'autres, il tente d'innover dans la production musicale. En 1988, il organise un événement appelé Let the Prophet Rise au Jan van Galenhal d'Amsterdam. Avec son collègue MadDoc, il passera la soirée à créer un son unique à l'aide de synthétiseurs et de échantillonneurs.
En 1991, il cofonde un groupe musical nommé The Dreamteam, en collaboration avec DJ Dano, Buzz Fuzz et DJ Gizmo ; le groupe emporte un énorme succès dans la scène internationale gabber. Il contribue, avec ses trois compères du groupe notamment, à de nombreux évènements Thunderdome organisés par le label ID&T. À cette époque, il mixe régulièrement avec son groupe dans des événements à la popularité grandissante tels que Thunderdome, Hellraiser et Mystery Land. De son côté, Elkabas se popularise grâce à des compositions en solo qu'il distribuera dans la série des compilations Thunderdome. Dans un style plutôt progressif, Dov Elkabas sort en 1995 — sous le pseudonyme The Rose — The Godzilla Projet, chez Penguin Records. La piste passe pour un classique du genre.

### Revirement et fin
Aux alentours de 2002, Dov passe de la production hardcore à celle du hardstyle car, selon lui, le public de la scène hardcore cherchait un son « plus hard ». C'est à cette même période que la scène musicale gabber refait surface avec une toute nouvelle sonorité, ce qui a apparemment déplu Elkabas. Il fonde par la suite le label discographique Scantraxx Records, qui deviendra l'un des labels néerlandais majeurs dans la scène hardstyle. C'est dans ce label qu'il donne la chance à de jeunes et nouveaux talents.
En 2014, il sort son premier album, Louder, dont la production a duré environ neuf mois.
En 2022, The Prophet annonce sa retraite, qui prendra effet en 2023, après plus de trois décennies de musique et Djing à travers le monde. Il le fera une fois qu'il aura terminé sa tournée From the Hard, qui comprend le Defqon.1 Weekend Festival 2023 comme destination finale. Au cours de sa carrière, The Prophet a mixé au cours de presque tous les grands festivals néerlandais de hardcore, gabber et hardstyle (Thunderdome, Masters of Hardcore, Hellraiser, Megarave, Earthquake, Trip 2 Dreamland, Dance 2 Eden, Mystery Land, Back 2 School, Qlimax, Defqon.1, Decibel Outdoor et Innercity), ainsi qu'à l'étranger (Utopia à Sydney, Goliath à Zurich, Voyager à Genève, Mayday et Resident E en Allemagne, Atlantis à Los Angeles). En 2024, Elkabas obtient le prix Mention spéciale à la cérémonie des Hardstyle Awards.

## Discographie notable
- 1995 : Godzilla (The Godzilla Project) (Penguin Records) (sous le nom de The Rose)
- 1996 : In the Mix (ID&T) (CD mixé)
- 1997 : Best of the Prophet (ID&T)
- 2000 : Go Get Ill (Masters of Hardcore) (avec Buzz Fuzz)
- 2002 : Kick Azz (Masters of Hardcore) - sous le nom de The Masochist
- 2002 : Scantraxx presentz: HardheadZ (Scantraxx / Digidance) (CD mixé avec DJ Pavo)
- 2003 : Qlimax 5 (Q-dance Records)
- 2004 : Bounzz 2004 - The 2nd Edition (avec DJ Dano)
- 2004 : History of Hardcore 4 - Dreamteam Edition (Sony, CD + DVD)
- 2004 : Scantraxx Volume 2 (Sony / Scantraxx)
- 2005 : 3xhard3r (Digidance) (avec DJ Ruthless et Korsakoff)
- 2006 : Hard - 80 Minutes Hard In the Mix (Cloud 9 Music / Scantraxx)
- 2006 : The Prophet Hard2 (Cloud 9 Music / Scantraxx)
- 2008 :  The Prophet Hard3 (Cloud 9 Music / Scantraxx)
- 2009 : Recession / Morphed (Scantraxx)
- 2010 : Elites / My Worship (Scantraxx Silver)
- 2010 : My Religion / Don't Touch Me / Black Stripez (Scantraxx Silver)
- 2012 : Mindkiller (Scantraxx)
- 2012 : BOOOM!! / Punk MF (Scantraxx)
- 2013 : The Bizz (Scantraxx)
- 2014 : Tracking the Beat (Scantraxx)
- 2014 : Triple F (Fight for Freedom) (Scantraxx)
- 2016 : Hunt You Down (avec Rob Gee)
- 2018 : Tyrone (Scantraxx)
- 2018 : Lights Out (Scantraxx)
- 2019 : The Lonesome Boatman (Scantraxx)
- 2021 : Listen to Your Hardcore (Scantraxx)
- 2022 : Esta Loca (Scantraxx)
- 2022 : In Hardstyle We Trust (Scantraxx) (avec Chuck Roberts)
- 2022 : Never Fake (Scantraxx)
- 2022 : Never Alone (Scantraxx)
- 2023 : The Get Back (Scantraxx) (avec Frontliner)
- 2023 : Haters Gonna Hate (Scantraxx) (avec Frequencerz)
- 2023 : Killing No More (Scantraxx) (avec Dr. Peacock)
- 2023 : Ichiban (Scantraxx) (avec Malice)
- 2023 : Make Some Noise  (Scantraxx)